# 青い鳥

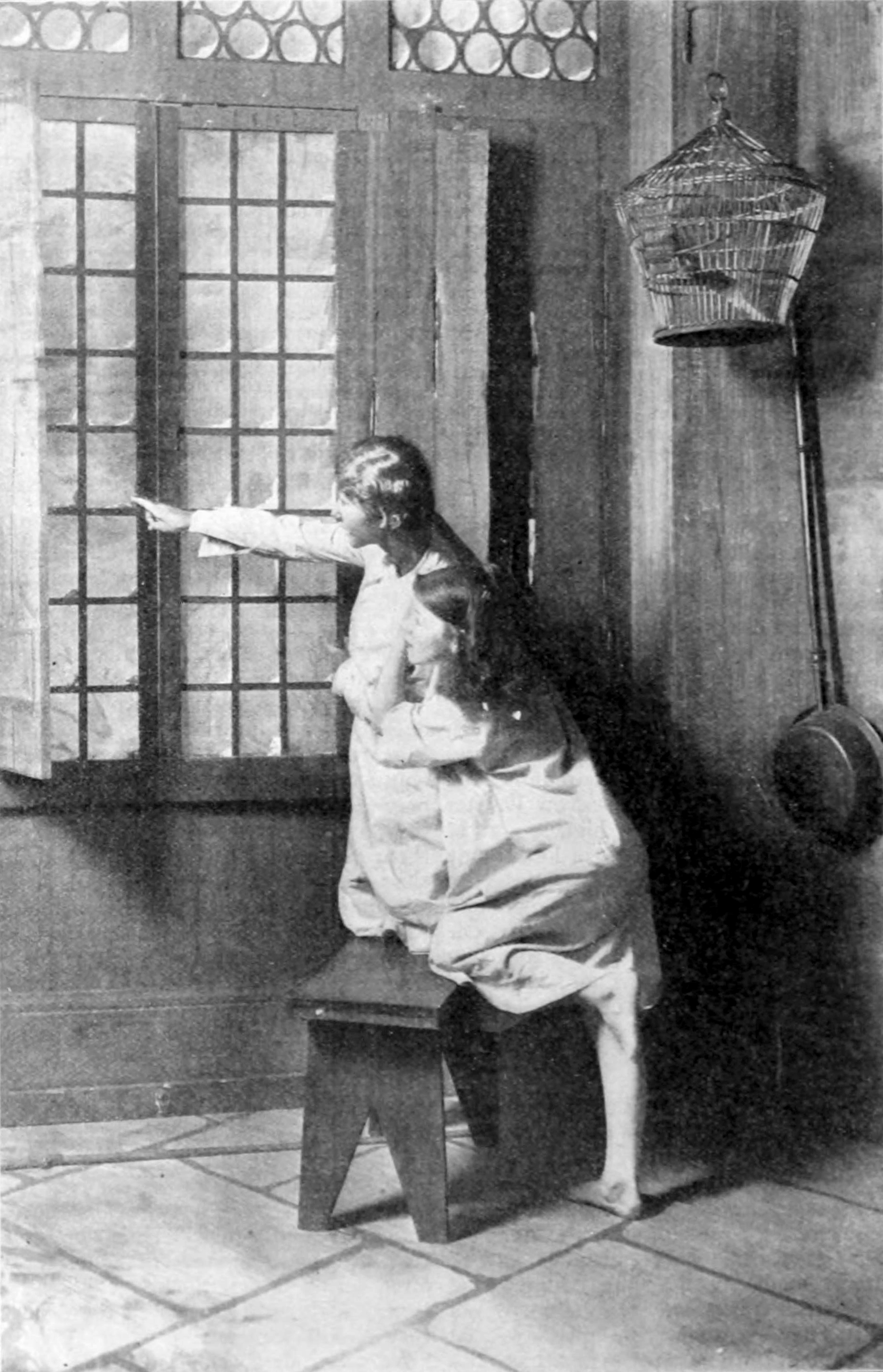
チルチルとミチル (1910年映画)

『青い鳥』（あおいとり、フランス語：L'Oiseau bleu）は、モーリス・メーテルリンク作の童話劇。1908年発表。初版は5幕10場、最終版は6幕12場:126。

## 内容
貧しい木こりの子供であるチルチル(Tyltyl)とミチル(Mytyl)の兄妹が、クリスマス・イヴの夢の中で老婆の姿をした妖精ベリリュンヌ(Bérylune)（若月訳では「ベリーリウンヌ」（ベリリウンヌともいう））に頼まれ、彼女の病気の娘のために、幸福の青い鳥を探しに行く。チルチルが、ベリリュンヌから与えられた帽子の額に付いているダイヤモンドを回すことによって、頭のコブが押され、物の本質を見通すことができ（“心眼”が開く）、動物や火や水などの元素が魂を持っているのがわかる。
ふたりは光に案内され、青い鳥を探して思い出の国、夜の御殿、森、幸福の花園、墓地、未来の王国を冒険する。夢からさめた後、森や家の中が以前よりも幸福であるように見える。チルチルは自分の鳥かごの鳥が以前より青くなっているのに気づき、それを妖精に似た隣人のベルランゴ夫人(Berlingot)（若月訳では「ベランゴー」）の病気の娘に与える。病気が治った娘が礼を言いに来るが、彼女は鳥に逃げられてしまう。
なお、メーテルリンクによる続編『チルチルの青春』（原題：Les Fiançailles（いいなづけ）、『チルチルの婚約』とも）がある。

## 初演
『フィガロ』編集長のガストン・カルメットからクリスマス用の話を依頼されて1905年に草稿が書かれたが、その後の改訂を経て、コンスタンチン・スタニスラフスキーの演出によって1908年9月30日にモスクワ芸術座で初演された（初版）。1909年12月8日にロンドン、1910年10月1日にニューヨークで上演された。1911年3月2日には2場を追加した最終版がパリのレジャーヌ劇場で初演された:82:139。
日本では1920年に有楽座の民衆座第1回公演で初演され、チルチルを初代水谷八重子、ミチルを夏川静江が演じた（楠山正雄訳による:59）。

## 翻案

### 映画
無声映画時代から何度も映画化されている。その中で1940年のシャーリー・テンプル主演版 (英語版) 、1976年のエリザベス・テイラー主演版 (英語版) が有名である。いずれも英語原題は The Blue Bird。ともに巨額の予算をかけた大作であったが、興行的には、この2作品とも大きな赤字に終わった。

#### 1940年版
MGMの『オズの魔法使』の成功への対抗策として、20世紀フォックスが大スターの子役シャーリー･テンプルを主演させた作品である。
スタッフ
- 原作：モーリス・メーテルリンク
- 製作総指揮：ダリル・F・ザナック
- 監督：ウォルター・ラング
- 脚本：アーネスト・パスカル

主なキャスト
- ミチル：シャーリー・テンプル
- チルチル：ジョニー・ラッセル
- 母親：スプリング・ブリントン
- 贅沢氏：ナイジェル・ブルース
- 犬：エディ・コリンズ
- 猫：ゲイル・ソンダーガード

### オペラ
アルベール・ヴォルフ作曲のオペラ『青い鳥』（全4幕）が1919年にメトロポリタン歌劇場で初演された。

### その他
- 童謡『青い鳥小鳥』 - 作詞：斎藤信夫、作曲：海沼實[6]
- テレビアニメ『メーテルリンクの青い鳥 チルチルミチルの冒険旅行』 - 1980年にフジテレビ系で放送された。
- ミュージカル『青い鳥』（ドリーミング） - 劇団四季の作品。1969年に初演され、内容を改訂しつつたびたび上演されている。
- 株式会社チルチルミチル（福岡市博多区｜代表取締役：水崎浩二）は、チルチルミチルで商標登録（登録6020909）を取得している。
- 日産・ブルーバード - 日産自動車が1959年～2001年まで生産していた小型乗用車。当時の社長であった川又克二氏によって命名された
- アニメ映画『キキとララの青い鳥』 - 1989年公開のサンリオ制作のアニメ映画。
- 実は、青い色素を持つ鳥類は確認されていない。青く見えるのは構造色による。

## 日本語訳
（子供向け再話を除く）
- 島田元麿、東草水訳 実業之日本社 1911年
- 若月紫蘭訳 植竹書院 1915年 のち岩波文庫、岩波少年文庫　出演者の衣装についても細かく言及され、上演のためのシナリオになっている。
- 楠山正雄訳 「近代劇選集」第1巻 新潮社 1920年 のち角川文庫
- 鷲尾浩（鷲尾雨工）訳「マーテルリンク全集」冬夏社 1921年
- 河原万吉訳 万有文庫 1927年
- 布施延雄訳「世界文豪代表作全集」第18巻 世界文豪代表作全集刊行会 1927年
- 河合逸二訳 文新社 1935年
- 西川勉譯 大洋社出版部 1939年
- 小原圀芳訳 桜菊書院 1946年
- 堀口大學訳 新潮文庫 1960年
- 那須辰造訳 講談社（世界の名作図書館） 1966年
- 川口篤訳「ノーベル賞文学全集 18」 主婦の友社 1971年
- 鈴木豊訳 角川文庫 1975年
- 岡田陽訳 玉川大学出版部 1975年
- 新庄嘉章訳 講談社文庫 1976年
- 宮川明子訳 第三文明社（少年少女希望図書館） 1989年
- 保永貞夫訳 講談社青い鳥文庫 1993年
- 末松氷海子訳 集英社 1992年 岩波少年文庫 2004年